# El paso suspendido de la cigüeña
El paso suspendido de la cigüeña (griego: o Meteoro Vima tou Pelargou) es una película de 1991 dirigida por el cineasta griego Theo Angelopoulos y protagonizada por Jeanne Moreau y Marcello Mastroianni. Fue presentada en el Festival de Cine de Cannes de 1991.
El paso suspendido de la cigüeña es la primera parte de una trilogía, junto con La mirada de Ulises y La eternidad y un día; tres películas que evocan, cada una a su manera, "la noción de límite o frontera en la comunicación entre los seres, en el amor, en el paso de la vida a la muerte", como explica el propio Théo Angelopoulos. La obra muestra en imágenes impactantes la realidad de Europa en la década de 1990: la Guerra Fría acaba de terminar y ya se están construyendo nuevos muros.

## Trama
Mientras trabaja en un documental sobre los problemas en la frontera norte de Grecia (probablemente la frontera con el Estado sucesor yugoslavo Macedonia del Norte o Turquía)  un joven periodista de televisión Alexandre cree reconocer en un anciano (Mastroianni) al político que, años atrás, luego de pronunciar un esperado discurso parlamentario, lo interrumpió con una frase enigmática: “A veces hay que callar para entender la música”, y desapareció de un momento a otro sin dejar rastro,  siendo finalmente declarado muerto.
De regreso a Atenas, la capital, busca a la exesposa (Moreau) del político, e intenta acercarse a esta misteriosa figura. Se las arregla para regresar a la frontera con un pequeño equipo para buscar al político (que nunca es nombrado). Reencuentra fácilmente al anciano, quien niega ser la persona que busca, aunque las similitudes son obvias. El anciano, que lleva una vida miserable con su familia como ingeniero de telecomunicaciones y agricultor a tiempo parcial, no rechaza al periodista, sino que mantiene con él varias conversaciones profundas, la mayoría al borde de episodios trágicos y deprimentes que tienen lugar en el paisaje invernal a lo largo del río fronterizo.
El primer momento dramático de la película es una boda celebrada por un sacerdote ortodoxo griego al otro lado del río fronterizo, con la novia (la hija del anciano) de pie a un lado del río y el novio al otro. La ceremonia termina con patrullas fronterizas disparando tiros de advertencia. La joven novia pasa su noche de bodas en brazos del periodista, quien, sin embargo, sólo mucho después se da cuenta de que se trata sólo de un representante. El periodista convence por teléfono a la esposa del político para que vaya a verlo a la ciudad fronteriza, donde concerta una reunión con el anciano. El encuentro tiene lugar en un pequeño puente del puerto y es filmado en secreto por el equipo de televisión. El anciano y la mujer se enfrentan sin decir palabra durante opresivos minutos. Queda claro que el anciano es el político desaparecido. Sin embargo, su esposa niega ante el equipo de filmación su antigua identidad, en tácito acuerdo con el viejo político que lleva una vida diferente y más verdadera.
En un grandioso acorde final, el joven periodista visiblemente maduro se encuentra en la frontera, levanta el pie para cruzar simbólicamente la línea prohibida, tras lo cual los soldados fronterizos de preparan para reaccionar, como en la escena inicial de la película, donde el comandante de la guardia fronteriza demostraba la peligrosidad de la frontera. Ahora, sin embargo, los técnicos -entre ellos el anciano- actuando como en un ballet -vestidos con un hule amarillo brillante contra un cielo gris- trepan a una hilera de postes de telégrafo para reconectar una línea telefónica destruida por la tormenta.

## Elenco
- Marcello Mastroianni como el político desaparecido
- Jeanne Moreau como su mujer
- Grigóris Patrikaréas como Alexandre
- Ilias Logothetis como el coronel
- Dora Hrisikou como la niña
- Dimitris Poulikakos como el director de la fotografía
- Gerasimos Skiadaressis como el servidor
- Dimitris Poulikakos como fotógrafo jefe
- Gerasimos Skiadaressis como camarero
- Tasos Apostolou como operador de pluma
- Akis Sakellariou como operador de sonido
- Athinodoros Prousalis como hotelero
- Mihalis Giannatos como comerciante
- Christoforos Nezer como Presidente del Parlamento
- Yilmaz Hassan como ahorcado
- Benjamin Ritter como operador de sonido

## Interpretación
El político, que desapareció repentinamente poco antes de la cima de su carrera para llevar una vida de "desvalido" en un paisaje fronterizo árido y hostil como padre adoptivo de una familia de refugiados, plantea de manera drástica el dicho del filósofo de que no hay una vida adecuada en la falsedad. Se aleja radicalmente del mundo ilusorio, igualmente glamoroso e irreal, de la urbanidad capitalina y dirige a la zona más dura e irreal del país: a una frontera que es una cortina de hierro donde la gente muere constantemente y tiene que luchar por la supervivencia diaria, así como también por su dignidad e identidad. La frontera, el río fronterizo y el paisaje árido, frío y amenazador son protagonistas igualmente importantes de la película junto a los actores. Concretamente y metafóricamente, son las fronteras entre las personas, en los corazones y las mentes de las personas, para controlarlas y superarlas se libra una lucha mayoritariamente silenciosa, dura e implacable, en la que las personas se pierden y, a veces, vuelven a encontrarse.
Más en el impresionante silencio que en sus diálogos, las dos veteranas estrellas del cine europeo brillan en la encarnación de personas en una situación existencial, que culmina en el reencuentro después de años y, sin embargo, sólo poder mostrarse en un único acto de amor, negando la identidad del otro. La distinción entre verdadero y falso resulta ser mucho más difícil de lo que sugerirían los juicios superficiales cotidianos. A pesar de su atmósfera profundamente melancólica, la película termina con el símbolo optimista del periodista, que ahora parece haber comprendido el significado de la "frontera", y de los trabajadores que, con un trabajo abnegado, siguen reparando y renovando a los débiles y vulnerables cables que conectan a las personas a través de la frontera. 

## Recepción
El Lexicon des Internationalen Films considera que se trata de "Una obra maestra cinematográfica llena de momentos mágicos (cinemáticos) y con una riqueza tremenda, filosófica y política sobre las fronteras entre países y culturas, sobre las fronteras en cada individuo. La película explora el cruce de estas líneas y registra tristemente la pérdida de las utopías. "
Jeremy Carr resalta la relación entre los destinos individuales y las imposiciones de la política: "Véase, por ejemplo, la silenciosa ceremonia de boda a través del río en El paso suspendido de la cigüeña (1991), una secuencia visualmente evocadora, un momento significativo en el que las barreras fracasan ante la tenacidad del romance puro y un poderoso acto de desafío fronterizo comunitario [...] "Con su énfasis en los viajes y las fronteras que inhiben el paso [...] Sus películas relatan la traicionera situación en la que uno se embarca al cruzar regiones divididas y entrar en un territorio nacional inexplorado. Una línea vigilada en un puente puede ser una demarcación burlona y una provocación discreta de los peligros que conllevan designaciones fronterizas opuestas, mientras que amplias representaciones de un vasto vacío rural indican una extensión restringida, abierta aunque paradójicamente frustrante, por delante. “¿Cuántas fronteras debemos cruzar antes de llegar a casa?” cuestiona al político díscolo de Marcello Mastroianni en El paso suspendido de la cigüeña." De forma semejante se pronuncia la página theoangelopoulos: "Angelopoulos es el único que realmente hace de la frontera un tema en el cine, no ilustra una historia de refugiados bien intencionada y desgarradora, sino que plantea preguntas fundamentales muy alejadas del destino individual. '¿Cuántas fronteras tenemos que cruzar?'. Es una de las cuestiones centrales de nuestro tiempo [...] La abolición de las fronteras exteriores es sólo el primer paso, el siguiente, la abolición de las fronteras interiores, el más importante."